# فاطماتا توري
فاطماتا توري (بالفرنسية: Fatimata Touré)‏هي ناشطة في مجال حقوق المرأة ورئيسة المنتدى الإقليمي حول المصالحة والسلام في غاو بمالي. تشغل قاطماتا أيضًا منصب رئيسة مجموعة العمل النسائية للبحث والدراسة والتدريب، والتي تعمل ضد النظام.
خلال احتلال مالي في عامي 2012 و2013، ساعدت فاطماتا مرضى الناسور للعثور على المساعدة الطبية بعد أن تعرَّض مستشفى غاو للهجوم، بالإضافة إلى تقديم الرعاية والمأوى لأولئك الذين أُجبروا على الزواج أو اغتُصبوا. كما تحدثت علنًا ضد العنف القائم على النوع الاجتماعي. وثقت فاطماتا العنف الذي كان يحدث في منطقتها، حتى عندما تعرض منزلها للهجوم.
حصلت فاطماتا على جائزة نساء الشجاعة الدولية لعام 2014. ذكرت سامانثا باور، سفيرة أمريكا لدى الأمم المتحدة، فاطماتا في خطابها الذي ألقته في مالي في عام 2014.